# Verić
Veriq en albanais et Verić en serbe latin (en serbe cyrillique : Верић) est une localité du Kosovo située dans la commune/municipalité d'Istog/Istok et dans le district de Pejë/Peć. Selon le recensement kosovar de 2011, elle compte 449 habitants.

## Démographie

### Évolution historique de la population dans la localité
| 1948 | 1953 | 1961 | 1971 | 1981 | 1991 | 2011 |
| ---- | ---- | ---- | ---- | ---- | ---- | ---- |
| 334  | 401  | 401  | 524  | 554  | 619  | 449  |

|  |

### Répartition de la population par nationalités (2011)
En 2011, les Albanais représentaient 68,60 % de la population, les Égyptiens 18,93 % et les Bosniaques 11,80 %.